# Провинција Оми
Оми (јап. 近江国) је једна од 66 историјских провинција Јапана, која је постојала од почетка 8. века (закон Таихо из 703. године) до Мејџи реформи у другој половини 19. века. Оми се налазио у централном делу острва Хоншу, у области Тосандо.
Царским декретом од 29. августа 1871. све постојеће провинције замењене су префектурама.Територија провинције Оми одговара данашњој префектури Шига.

## Географија
Оми се налазио у централном делу острва Хоншу, у области Тосандо, и био је једна од ретких континенталних провинција Јапана, без изласка на море. Скоро половину северног дела провинције заузимало је велико слатководно језеро Бива. Оми се граничио са провинцијама Вакаса и Ечизен на северу, Јамаширо на западу, Ига и Изе на југу и Мино на истоку.

## Историја
Током периода Муромачи (1333-1573) провинција Оми била је под управом гувернера (шуго) из породице Кјогоку, док је након слома централне власти у периоду Сенгоку (око 1550)  била подељена на северни део под влашћу породице Азаи и јужни део под влашћу породице Рокаку (млађег огранка породице Сасаки). Приликом похода Ода Нобунаге на Кјото (1568), породица Азаи стала је на његову страну, док је јужни Оми освојен после кратке кампање од само недељу дана, иако су побуне присталица породице Рокаку потрајале све до 1577. Породица Азаи побунила се против Нобунаге 1570, а марионетски шогун Ашкага Јошиаки 1573, и у Омију су вођене битке код Анегаве (1570), опсада тврђаве Ишијама (1573) и опсада замка  Одани (1573).